# Toplița, Bolgrad
Toplița (în ucraineană Теплиця, transliterat: Teplîțea, în germană Teplitz) este localitatea de reședință a comunei Toplița din raionul Bolgrad, regiunea Odesa, Ucraina.
Satul a fost locuit de germanii basarabeni.

## Demografie
Componența lingvistică a localității Toplița
     Rusă (62,32%)
     Ucraineană (20,75%)
     Bulgară (11,48%)
     Română (2,33%)
     Alte limbi (0,06%)
Conform recensământului din 2001, majoritatea populației localității Toplița era vorbitoare de rusă (62,32%), existând în minoritate și vorbitori de ucraineană (20,75%), bulgară (11,48%), găgăuză (2,99%) și română (2,33%).